# Gigantstatuen Carlo Borromeo
Gigantstatuen Carlo Borromeo er en statue af greve, kardinal og ærkebiskop Carlo Borromeo, der levede 1538-84 og sidenhen blev helgenkåret. Statuen står på Piazzale San Carlo i Arona i regionen Piemonte i Italien.

## Beskrivelse af statuen
Kæmpestatuen er placeret på en høj ved Lago Maggiore, nær ved Carlos fødehjem i Arona. Statuen er af bronze med et skelet af jernstivere. Den er et værk af Giovanni Battista Crespi og er 23 m høj og anbragt på en 12 m høj granitsokkel, altså 35 m i alt. Den er af imponerende dimensioner, fx er næsen 85 cm lang og den højre arm måler 9 m. Det er muligt at komme op indvendigt i statuen og kigge ud gennem kæmpens ører, øjne eller næsebor og nyde det omgivende landskab. 
Da statuen i 1698 stod færdig havde bygningen af den stået på i 84 år.
Statuen er åben for publikum dagligt fra kl 9 – 18, med siesta i tiden 12.30 – 14.

## Sankt Carlo
Carlo Borromeo fødtes på slottet i Arona ved sydenden af Lago Maggiore den 2. oktober 1538. Hans morbror var pave Pius IV og Carlo selv blev præst og allerede som 22-årig ærkebiskop i Milano. Han døde den 3. november 1584 og blev i 1610 helgenkåret, bl.a. for sin store indsats i kampen mod pesten.

## Links
- Gigantstatuen på Lago Maggiores hjemmeside

45°46′12.9324″N 8°32′36.06″Ø / 45.770259000°N 8.5433500°Ø